# Einblütiger Klee
Der Einblütige Klee (Trifolium uniflorum) ist eine Pflanzenart aus der Gattung Klee (Trifolium) innerhalb der Familie der Hülsenfrüchtler (Fabaceae).

## Beschreibung

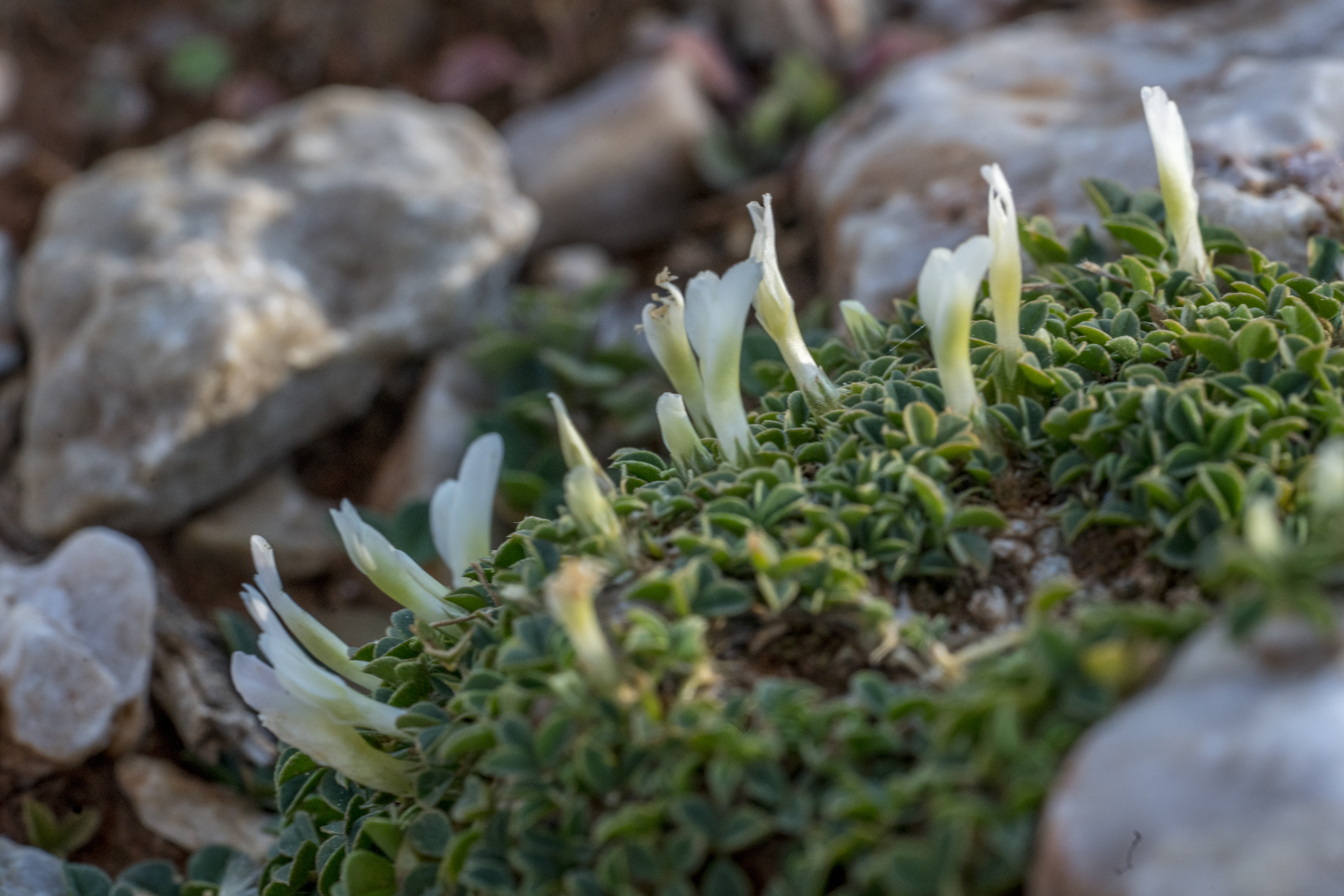
Habitus und Blüten

### Vegetative Merkmale
Der Einblütige Klee ist eine sehr veränderliche, rasen- oder polsterbildende, ausdauernde Pflanze. Seine Stängel niederliegend, kurzgliedrig und 1 bis 5 Zentimeter hoch.
Die Laubblätter sind in Blattstiel und -spreite gegliedert. Der Blattstiel ist 1 bis 7 Zentimeter lang und kahl oder angedrückt behaart. Die Blattspreite ist dreizählig unpaariggefiedert. Die Blättchen sind bei einer Länge von 4 bis 10 Millimetern rundlich bis eiförmig mit stumpfem bis spitzem oberen Ende, deutlich sichtbar geadert und buchtig gezähnt. Die Nebenblätter sind breit dreieckig, häutig und haben eine lange pfriemliche Spitze.

### Generative Merkmale
Die Blütezeit reicht von März bis Juli. Ein bis drei Blüten befinden sich in blattachselständigen köpfchenförmigen Blütenständen. Die Blütenstiele sind 1 bis 7 Millimeter lang.
Die zwittrige Blüte ist bei einer Länge von 12 bis 25 Millimetern zygomorph und fünfzählig mit doppelter Blütenhülle. Die Kelchröhre ist kahl oder flaumig behaart, 6 bis 7 Millimeter lang und länger als die Blütenstiele. Die Kelchzähne sind ungefähr gleich, schmal-lanzettlich und kürzer als die Kelchröhre. Die Kronblätter sind weiß und creme- bis purpurfarben. Die Fahne ist nach oben gekrümmt und in der Regel länger als Schiffchen und Flügel.
Die behaarte Hülsenfrucht ist linealisch mit spitzem oberen Ende und enthält drei bis zehn Samen.
Die Chromosomenzahl beträgt 2n = 16 oder 32.

## Vorkommen
Der Einblütige Klee kommt im östlichen Mittelmeerraum vor, im Westen reicht sein Areal bis Sizilien. Er besitzt ursprüngliche Vorkommen in Italien, Sizilien, Griechenland, Kreta, Libyen und in der Türkei im europäischen und asiatischen Teil. In Frankreich ist die Ursprünglichkeit zweifelhaft.
Er besiedelt Trockenwiesen und steinige Böden.

## Systematik
Die Erstveröffentlichung von Trifolium uniflorum erfolgte 1753 durch Carl von Linné in Species Plantarum, Tomus II, Seite 771. Das Typusmaterial stammt aus Kreta.
Je nach Autor gibt es etwa zwei Unterarten:
- Trifolium uniflorum L. subsp. uniflorum
- Trifolium uniflorum subsp. kerimii M.Keskin: Die Erstbeschreibung erfolgte 2012 aus dem asiatischen Teil der Türkei.